# Nick Enright
Nicholas Paul „Nick“ Enright AM (* 22. Dezember 1950 in Maitland, New South Wales; † 30. März 2003 in Sydney) war ein australischer Autor, Drehbuchautor und Schauspieler.

## Leben
Enright arbeitete nach seinem Bachelor-Abschluss von der Universität Sydney zunächst als Laufbursche am Nimrod Street Theater in Sydney. Nachdem er bei der Melbourne Theatre Company eine Ausbildung als Regisseur begonnen hatte, erhielt er ein Stipendium für ein Regiestudium an der New York University, welches er 1977 abschloss. Zurück in Australien schrieb er zahlreiche Bühnenproduktionen und stand gelegentlich auch auf der Bühne. Viele seiner Stücke wurden auch in Buchform veröffentlicht. 1983 bis 1984 leitete er die Schauspielausbildung am National Institute of Dramatic Art. 1993 war er gemeinsam mit George Miller für den Oscar in der Kategorie Bestes Drehbuch für Lorenzos Öl nominiert.
Enright verstarb im Alter von 52 Jahren an den Folgen einer Krebserkrankung. Nach seinem Tod wurde am Broadway das Musical The Boy from Oz mit Hugh Jackman in der Rolle des Peter Allen produziert, eine Bearbeitung des Buches von Enright durch Martin Sherman. 2004 wurde er posthum als Member of the Order of Australia ausgezeichnet.

## Filmografie (Auswahl)
- 1990: Sydney – U.S. Garnison, 1944 (Come in Spinner)
- 1990: Breaking Through
- 1992: Lorenzos Öl (Lorenzo's Oil)
- 1997: Blackrock

## Broadway
- 2003: The Boy from Oz

## Auszeichnungen
- 1993: Oscar-Nominierung in der Kategorie Bestes Drehbuch für Lorenzos Öl
- 1997: AFI Award in der Kategorie Best Screenplay Adapted from Another Source für Blackrock
- 1993: WGA-Award-Nominierung in der Kategorie Best Screenplay Written Directly for the Screen für Lorenzos Öl